# Марк Фабий Амбуст (консул 360 пр.н.е.)
Вижте пояснителната страница за други личности с името Марк Фабий Амбуст.
Марк Фабий Амбуст (на латински: Marcus Fabius Ambustus) е политик и генерал на Римската република през 4 век пр.н.е.

## Биография
Произлиза от римската благородническа фамилия Фабии. Син е на консулския трибун от 406 пр.н.е. Нумерий Фабий Амбуст и брат на Гай Фабий Амбуст (консул 358 пр.н.е.).
Марк Амбуст е три пъти консул (360, 356 и 354 пр.н.е.). През 360 пр.н.е. води успешна военна кампания против херниките и получава овация. Той служи като interrex през 355 и 351 и като диктатор през 351 пр.н.е. През 322 пр.н.е. е началник на конницата на диктатор Авъл Корнелий Кос Арвина и има победа във Втората самнитска война.

## Деца
- Квинт Фабий Максим Рулиан, консул през 322, 310, 308, 297 и 295 пр.н.е. и изтъкнат генерал по време на Самнитските войни
- Марк Фабий Амбуст (началник на конницата 322 пр.н.е.)
- Гай Фабий Амбуст (началник на конницата 315 пр.н.е.).